# Chever ha-kvucot
Chever ha-kvucot (hebrejsky: חבר הקבוצות, doslova Skupina kvuc, plným jménem Chever ha-kvucot ve-ha-kibucim, חבר הקבוצות והקיבוצים, Skupina kvuc a kibuců) byla zemědělská a osadnická sionistická organizace sdružující v letech 1925–1951 některé kolektivně hospodařící vesnice typu kibuc v mandátní Palestině, později v Izraeli. 

## Dějiny
Byla založena na konferenci konané 7. listopadu 1925 v obci Bejt Alfa za účasti 101 delegátů zastupujících přes 2600 osadníků v několika zemědělských vesnicích.
Hnutí Chever ha-kvucot bylo federací menších, čistě zemědělských kolektivních osad založených na socialistické filozofii Aharona Davida Gordona. Mělo blízko k umírněně levicové straně Mapaj a patřily do něj vlivné kibucy jako Deganija nebo Geva. V roce 1942 se spolu s dalšími kibucovými organizacemi připojilo k podpoře vznikajících elitních židovských jednotek Palmach, kterým poskytlo ve svých členských obcích ubytování i výcvik.
V roce 1951 došlo k rozkolu v hnutí ha-Kibuc ha-me'uchad, v jehož důsledku ho opustila skupina umírněně levicových členů zvaná Ichud ha-kibucim. Ta se téhož roku spojila s Chever ha-kvucot, čímž vznikla nová organizace zvaná Ichud ha-kvucot ve-ha-kibucim.